# Another Phase
Another Phase es el primer álbum de Maria Mena. Lo grabó cuando sólo tenía quince años y alcanzó el puesto número 6 en la lista de discos más escuchados de Noruega. "Free" y "My Lullaby" (canción que escribió hablando del dolor que le causó el divorcio de sus padres), fueron los dos singles de este álbum. 

## Temas
1. "Free" – 4:01
2. "Blame It on Me" – 3:27
3. "My Lullaby" – 2:46
4. "Sleep to Dream" – 3:38
5. "Monday Morning" – 4:06
6. "Pale People" – 4:39
7. "They Smoke a Lot" – 1:47
8. "Crowded Train" – 3:50
9. "Bye Bye" – 3:53
10. "Ugly" – 3:38
11. "Those Who Caved In" – 3:57
12. "Better Than Nothing at All"